# Schaak
Schaak is een situatie die zich voordoet in een schaakpartij. Een speler staat schaak als zijn koning door een vijandelijk stuk wordt aangevallen. Dat betekent dat de opstelling der stukken zodanig is dat de koning geslagen zou kunnen worden als de tegenstander aan zet was geweest. Ook een gepend stuk kan schaak geven. Het is niet van belang of men bij het dreigende 'slaan van de vijandelijke koning' zijn eigen koning aan een aanval zou blootstellen. Dit is geïllustreerd in het tweede diagram.

## Geschiedenis
In het verleden werd het spel gewonnen door de vijandelijke koning te slaan, en eenvoudigheidshalve wordt het aan beginners nog steeds zo uitgelegd. Later werd door de Perzen de extra regel ingevoerd dat een speler nimmer schaak mag staan als de tegenstander aan zet is. Dat betekent dat een speler geen zet mag doen waardoor hij schaak komt te staan, en als hij schaak staat moet hij het schaak meteen opheffen, “pareren”. Elke andere zet is onreglementair, vóór die tijd was het een zeer slechte zet. De koning kon vanaf toen niet meer geslagen worden, het spel eindigde een zet eerder met schaakmat.

## Schaak opheffen
In de spelregels staat niet opgesomd hoe schaak kan worden opgeheven. Het blijkt voldoende uit de regels. In leerboeken staat het meestal wel. Schaak kan worden opgeheven door:
- de koning te verplaatsen (bij dubbelschaak de enige mogelijkheid);
- het schaakgevende stuk te slaan;
- een stuk tussen het schaakgevende stuk en de koning te plaatsen (er ontstaat dan een penning en het tussengeplaatste stuk komt bloot te staan aan een aanval).

Reglementair gezien heeft schaak weinig betekenis. Een speler moet, of hij schaak staat of niet, steeds zodanig zetten dat hij na zijn zet niet schaak staat. Er zijn twee reglementaire uitzonderingen waarin schaak wél betekenis heeft:
- De speler die schaak staat mag niet rokeren, zelfs niet als hij daarmee het schaak pareert.
- De speler die geen enkele reglementaire zet kan doen, staat schaakmat als hij schaak staat. Hij heeft dan verloren. Staat hij niet schaak, dan is het pat en remise.

## Gevolgen
De verplichting om het schaak op te heffen beperkt de zetmogelijkheden. Wordt behalve de koning nog een ander stuk aangevallen (familieschaak of aftrekschaak), dan kan de speler dit stuk vaak niet tegelijkertijd in veiligheid brengen, zodat het op de volgende zet sneuvelt. Een dergelijke situatie geldt niet alleen bij schaak, maar in het algemeen als twee stukken tegelijk worden aangevallen, zie Vork.
Als een ander stuk wordt aangevallen, kan men zich vaak verdedigen door het aangevallen stuk te dekken of door een tegenaanval te doen. Dat is bij schaak, een aanval op de koning, niet mogelijk.

## Etiquette
In huiselijke kring wordt het beleefd gevonden om bij het geven van schaak de tegenstander daarop attent te maken, bijvoorbeeld door “schaak!” te zeggen. Deze regel is rond 700-800 door de Perzen geïntroduceerd om een vroegtijdig, onbedoeld einde van het spel te voorkomen. In de moderne wedstrijdpraktijk wordt zo'n waarschuwing niet nodig gevonden en soms zelfs als storend beschouwd. Het is beslist niet waar dat schaak genegeerd mag worden als de tegenstander verzuimd heeft te waarschuwen.

## Notatie
In de schaaknotatie wordt het schaak aangegeven met een kruisje † na de zet. Om typografische redenen kan een plusteken + handiger zijn. Bij dubbelschaak kunnen twee kruisjes worden gebruikt. Een eventueel vraag- of uitroepteken komt na het kruisje.

## Oude regels
In het verleden zijn er allerlei plaatselijke regels geweest rond het schaak staan en het geven van schaak. Zo waren er streken waar de koning mocht rokeren of eenmalig een grote sprong mocht maken als hij aangevallen stond.